# آناپو
آناپو (به انگلیسی: Anapo) رودی است که در ایتالیا جریان دارد.